# L'amico del cuore (film 1998)
L'amico del cuore è un film del 1998 scritto e diretto da Vincenzo Salemme e girato a Bacoli e a Miseno. Con questo film Vincenzo Salemme fa il suo esordio alla regia.

## Trama
Roberto Cordova è un medico quarantenne che deve sottoporsi a una rischiosa operazione al cuore. Decide quindi di togliersi tutti gli sfizi che può, tra i quali quello di andare a letto con Frida, la bella e giovane moglie del suo migliore amico Michele. 
La moglie di Michele, saputo del desiderio di Roberto, pensa sia uno scherzo, ma infine capisce la situazione e si convince: dopo vari svenimenti del marito, Frida e Michele decidono di accontentare Roberto, che va quindi a letto con la donna.
Roberto parte per gli Stati Uniti. Passano sette mesi. Roberto torna a casa: l'operazione è andata a buon fine. Proprio il giorno del suo ritorno è il compleanno di Geremia, il nipote di Michele e orfano di padre (fratello di quest’ultimo) che, a causa di una rara malattia, crede di essere un merlo e si comporta come tale. Al compleanno scopre che Frida è incinta. Padre Leonardo, altro amico di Roberto e Michele, non sapendo che il primo è andato a letto con Frida pensa che il figlio sia del secondo.
Quando padre Leonardo scopre che l'ultimo desiderio è stato esaudito; scopre anche che Michele è sterile e non può avere figli. Tutti e tre vanno in spiaggia e iniziano a litigare. Ritornati al ristorante sulla spiaggia, dove ha luogo la festa di Geremia, arriva la ginecologa di Frida. Le spiega che in realtà lei è incinta da otto mesi, quindi un mese prima del rapporto con Roberto. Si scopre finalmente che il figlio è di uno degli operai che fecero i lavori in casa in quel periodo e non di Roberto. I tre quindi si riconciliano e alla vigilia di Natale, in quanto la nascita del bimbo, che si rivelerà femmina, è in anticipo, la famiglia Seta impersona la Sacra Famiglia.